# Муха (ватажок)
Муха (лат. Mucha de Valachia, справжнє ім'я невідоме; пом. близько 1492) — очільник селянського заворушення 1490–92 років, інспірованого молдавським воєводою Штефаном III.   
Більшість джерел (Ян з Торговиська, Мартин Бельський, Густинський літопис) іменують його волохом, себто молдованином. Лишень Ліборіус Наккер, секретар тевтонського магістра Йоганна фон Тіфена, зі слів старого покутського шляхтича побіжно називає селянського проводиря русином, найнятим молдавським господарем за платню. Згідно з одними свідченнями, Муха був простим селянином, відповідно до молдавського німецькомовного літопису — паном (heren) господаря, із чим суголосний й Л. Наккер (hergreffin Mucha).   
Протягом короткого часу він спромігся зібрати близько 9-10 тис. волоських і покутських селян й літом 1490 року вдерся на українські землі Корони Польської коло Снятина, захопив його та пограбував, а відтак оволодів багатьма містами й селами аж до Галича. Згодом люди Мухи перейшли Дністер, попрямувавши на Львів, але коло Рогатина їх розгромило шляхетське ополчення Руського воєводства, очолюване львівським каштеляном Миколаєм Ходецьким. Майже всі вони, за твердженням Яна з Торговиська, загинули чи потонули в ріці. Сам же призвідець порятувався втечею. За даними молдавсько-німецького літопису, він втік до Білгорода. Коли ж про це дізнався Штефан, то таємно послав за ним. Як наслідок, Муху схопили разом зі слугами й 36 кіньми біля Білгорода, а відтак запроторили на цілий рік до сучавської в'язниці. Зрештою господар звільнив його.   
Тим часом навесні 1491 р. заворушення спалахнуло з новою силою. На його чолі став дехто Андрій Боруля. За деякими відомостями, під цим ім'ям виступав той самий Муха, який після поразки в 1490 р. втік до Молдавського князівства. Повсталі дійшли до Галича, але незабаром зазнали поразки .
У 1492 році спалахнуло нове повстання, де знову ватажком був Муха. Практично відразу він був схоплений шляхтою і доставлений до в'язниці в Кракові, де й помер у підземеллях краківської тюрми.

## У масовій культурі
Володимир Грабовецький написав книгу про повстання Мухи, яка вийшла в Києві 1979 року.
Повстанню Мухи присвячений історичний роман Теодора Микитина "Спалах у темряві" (1980 р.).